# Gäddtjärnen (Malå socken, Lappland, 725942-162061)
Gäddtjärnen är en sjö i Malå kommun i Lappland och ingår i Skellefteälvens huvudavrinningsområde.